# Ýokary Liga 2011
Ýokary Liga 2011 var den 19:e säsongen av toppdivisionen i turkmenisk fotboll. Ligan inleddes den 2 april 2011 och avslutades i november samma år. För andra året i rad vanns ligan av FK Balkan från Balkanabat. FK Daşoguz slutade sist och flyttas ned en division.

## Klubbar
Inför säsongen åkte Talyp Sporty Aşgabat ur ligan. FK Gara Altyn vann den turkmeniska andradivisionen och blev uppflyttade. FK Balkan bytte tillbaka till sitt gamla namn, FK Nebitçi, för att veckan senare byta tillbaka till det nuvarande namnet (FK Balkan) igen. 
| Klubb               | Stad        | Föregående säsong | Slutplacering |
| ------------------- | ----------- | ----------------- | ------------- |
| FK Achal            | Achal       | 8                 | 8             |
| FK Altyn Asyr       | Asjchabad   | 2                 | 6             |
| FK Aşgabat          | Asjchabad   | 6                 | 3             |
| FK Balkan           | Balkanabat  | Mästare           | Mästare       |
| FK Daşoguz          | Daşoguz     | 9                 | 10            |
| FK Gara Altyn       | Balkanabat  | Uppflyttade       | 9             |
| HTTU Aşgabat        | Asjchabad   | 5                 | 2             |
| FK Lebap            | Türkmenabat | 3                 | 7             |
| Merw Mary           | Mary        | 4                 | 4             |
| Şagadam Türkmenbaşy | Türkmenbaşy | 7                 | 5             |

## Ligatabell
| Nr | Lag                 | S  | V  | O | F  | GM | IM | MS  | P  |
| -- | ------------------- | -- | -- | - | -- | -- | -- | --- | -- |
| 1  | FK Balkan           | 36 | 26 | 4 | 6  | 78 | 30 | +48 | 82 |
| 2  | HTTU Aşgabat        | 36 | 25 | 5 | 6  | 86 | 28 | +58 | 80 |
| 3  | FK Aşgabat          | 36 | 23 | 3 | 10 | 79 | 44 | +35 | 72 |
| 4  | Merw Mary           | 36 | 20 | 7 | 9  | 63 | 29 | +34 | 67 |
| 5  | Şagadam Türkmenbaşy | 36 | 17 | 5 | 14 | 43 | 50 | −7  | 56 |
| 6  | FK Altyn Asyr       | 36 | 12 | 8 | 16 | 46 | 45 | +1  | 44 |
| 7  | FK Lebap            | 36 | 12 | 6 | 18 | 46 | 74 | −28 | 42 |
| 8  | FK Achal            | 36 | 9  | 4 | 23 | 40 | 82 | −42 | 31 |
| 9  | FK Gara Altyn       | 36 | 7  | 3 | 26 | 37 | 83 | −46 | 24 |
| 10 | FK Daşoguz          | 36 | 3  | 5 | 28 | 25 | 83 | −58 | 14 |

Färgkoder:

     – Turkmeniska mästare och kvalificerade till AFC President's Cup 2012.

     – Nedflyttade till andradivisionen.